# 劉藻 (南北朝)
劉藻（434年—500年），字彦先，广平郡易陽县（今河北省永年县）人，北魏軍人、官员，刘遐六世孫，南朝宋廬江郡太守劉宗之的儿子。
劉藻涉猎群書，善与人交往，饮酒至一石不乱。魏文成帝太安年間，与姐夫李嶷自南朝宋归順北魏，被赐爵易阳县子。拜南部主书，号为称职。
北地郡有羌族数万家，北魏前后刺史、太守不能制，朝廷以劉藻为北地郡太守。劉藻推诚布信，羌族前来归附，把他们編入户籍，征收租税。雍城王叔保等三百人请求劉藻为騃奴戍主。氐族豪族徐成、杨黑等驱逐雍城鎮将，劉藻被任命为龍驤将軍、雍城鎮将。到达雍城鎮，将徐成、楊黑擒斩。
太和年間，任岐州刺史。转任秦州刺史。秦州多有殺害官吏、拒课输税的事件发生，很多太守、县令依州遥领，不入郡县治所。劉藻推诚布信，诛戮豪强，羌族、氐族于是畏服，太守、县令都到治所就任。魏孝文帝南征萧齐，劉藻为東道都督。秦州治安又开始混乱，孝文帝命他回到秦州，人情安定。他跟随安南将軍元英攻打漢中，击败齐軍。梁州平定，奉诏还军，梁州重新归齐。
後孝文帝再次南征，劉藻为征虜将軍，率领统军高聪等四军为东道别将。辞于洛水之南，孝文帝说：“与卿石头城相见。”刘藻回答：“臣虽才非古人，庶亦不留贼虏而遗陛下，辄当酾曲阿之酒以待百官。”孝文帝大笑：“今未至曲阿，且以河东数石赐卿。”结果战败，流放平州。500年（景明元年），魏宣武帝以旧功再任用他为太尉司馬。同年六月去世，享年六十七岁。
其子劉紹珍，历任河北郡、黎陽郡太守，所在无政绩，東魏天平年間因反作乱被杀。